# Campogramma
Campogramma is een monotypisch geslacht van straalvinnige vissen uit de familie van horsmakrelen (Carangidae). Het geslacht is voor het eerst wetenschappelijk beschreven in 1903 door Regan.

## Soort
- Campogramma glaycos (Lacépède, 1801)